# 小飼雅道
小飼 雅道（こがい まさみち、1954年8月24日 - ）は、日本の実業家。マツダ株式会社代表取締役会長を歴任。公益財団法人マツダ財団理事長、中国経済連合会副会長、広島商工会議所副会頭。元日本自動車工業会副会長。

## 来歴・人物
長野県茅野市出身。新潟県へ転居したのち、長野県松本深志高等学校を経て、1977年に東北大学工学部を卒業し、東洋工業（現在のマツダ）に入社。生産畑が長く、技術本部長や防府工場長、タイでのフォードとの合弁企業であるオートアライアンス（タイランド）の社長を歴任した。2013年6月25日、山内孝の後任として代表取締役社長兼CEOに就任した。2018年6月、社長を退任し代表取締役会長に就任。座右の銘は「人事を尽くして天命を待つ」。

## 経歴
- 1954年 - 長野県茅野市生まれ
- 1977年 - 東北大学工学部卒業後、東洋工業に入社。
- 1998年 - 車両技術部長
- 2003年 - 技術本部副本部長
- 2004年 - 執行役員 防府工場長
- 2006年 - 執行役員 オートアライアンス（タイランド）Co.,Ltd. 社長
- 2008年 - 常務執行役員 生産・物流担当補佐、コスト革新担当補佐、技術本部長
- 2008年 - 常務執行役員 生産・物流・ITソリューション担当、コスト革新担当補佐、技術本部長
- 2010年 - 専務執行役員 生産・物流・ITソリューション担当、コスト革新担当補佐、研究開発担当補佐
- 2010年 - 取締役 専務執行役員 生産・物流・ITソリューション担当、コスト革新担当補佐、研究開発担当補佐
- 2011年 - 取締役 専務執行役員 生産・購買統括、物流・ITソリューション担当、モノ造り推進担当補佐
- 2013年 - 代表取締役社長兼CEO
- 2018年 - 代表取締役会長、マツダ財団理事長[6]、日本自動車工業会副会長[7]
- 2019年 - 広島商工会議所副会頭[8]